# Rumpenheim Færge
|  | Maskinoversættelse og/eller tvivlsomt indhold Denne sides indhold bærer præg af at være en maskinoversættelse og/eller meget dårligt og uklart formuleret. Det vurderes at sproget er så dårligt og eventuelt forkert eller til at misforstå, at det bør omskrives eller oversættes på ny. Du kan hjælpe med at oversætte til korrekt dansk i denne og lignende artikler. Hvis dette ikke sker inden for kort tid, kan en sletning komme på tale. Se evt. denne sides diskussionsside eller i artikelhistorikken. |

Rumpenheim-færgen er en svævebanefærge mellem Offenbach-Rumpenheim på den sydlige side af Main og en fødevej til B8 North Main. Det er placeret på Mainkilometer 48.06. Nedstrøms den næste hovedovergang for motorkøretøjer er Carl-Ulrich-broen og Arthur-von-Weinberg-Steg for fodgængere og cykler, opstrøms Mühlheim-spærringen for fodgængere og cyklister og Steinheimer Mainbrücke for ikke-bærbare køretøjer. Den næste Main-færge nedstrøms er Höchst Main-færgen.

## Historie
Færgeforbindelsen i Rumpenheim har været dokumenteret siden begyndelsen af 1600-tallet. Rumpenheim var en Hanau-Münzenberger, fra 1736 en Hesse-Kassel eksklave på den sydlige side af Main. Den eneste måde at besøge denne del af landet uden at skulle forlade amtet på turen var med færge.
I 1960 blev der planlagt opførelsen af yderligere tre hovedbroer opstrøms for den eksisterende Carl Ulrich-bro, og i 1960 besluttede byen Offenbach am Main derfor at lukke færgen. Broerne blev dog aldrig bygget, og færgen eksisterer stadig i dag.
Den kommunalt drevne færge blev privatiseret og solgt til Hans Dill, den tidligere lejer. I dag drives færgen af Hans Dills børn. Det usædvanlige er, at færgefarten er mulig uden offentlige tilskud.

## Teknologi
- Rumpenheim færge med fastgørelsesmast til det vestlige guidekabel (venstre) og til det østlige guidekabel (højre)
- Sydlige mast på det vestlige guidereb på Rumpenheim færge
- Sydlige mast af det østlige guidekabel på Rumpenheim færge

Girkabelfærgen har to styrereb, der forhindrer færgen i at drive af. Et af disse guidekabler krydser Main mod vest og et mod øst for færgeruten. Vestkablet har et spænd på 144 meter og er fastgjort til rørformede ståltårne, mens østkablet har et spænd på 173 meter og er fastgjort til gittertårne.
 Dagens skib er fra 1946; den har været brugt i Rumpenheim siden 1972, er betydeligt større end sin forgænger og var tidligere stationeret på Mosel. To dieselmotorer med 26 og 42 hk forårsager tilførslen. Indtil 1972 blev Rumpenheim Main-færgen drevet som en trolleyfærge.
Færgen har en maksimal nyttelast på 8,4 tons, men enkelte køretøjer må ikke være tungere end 4,9 tons.

## Relikvier fra køreledningsdriften
- Nordmast på den østlige guidewire
- Isolator på nordmasten af østlederen

Fra slutningen af 1940'erne til 1971 blev Rumpenheim færgen drevet som en trolleyfærge. Den dag i dag er en isolator med et kort stykke ledning påsat stadig på den nordlige mast, som bærer det østlige styrekabel.

## Driftstider og takster
Færgen sejler dagligt mindst fra 8.00 til 20.30, på hverdage og i sommermånederne også ud over. Færgepriser starter ved 40 cent for en enkelt tur med en fodgænger og varierer op til 1,60 euro for varebiler. Billetter fra Rhein-Main-Verkehrsverbund (RMV) anerkendes ikke (fra juni 2015), selvom Rumpenheim-færgen med linjenummer OF-19 er inkluderet i nummereringsordningen.

## Links
- https://www.binnenschifferforum.de/showthread.php?110822-Schiffsbetrieb-mit-Oberleitung/page3
- https://www.rhetos.de/html/lex/mainfaehre_rumpenheim.htm